# Kirsten Clark
Kirsten Lee Clark (ur. 23 kwietnia 1977 w Raymond) – amerykańska narciarka alpejska, wicemistrzyni świata.

## Kariera
Po raz pierwszy na arenie międzynarodowej pojawiła się w 1994 roku, startując na mistrzostwach świata juniorów w Lake Placid, gdzie jej najlepszym wynikiem było 26. miejsce w gigancie. Jeszcze dwukrotnie startowała na imprezach tego cyklu, najlepszy wynik osiągając podczas mistrzostw świata juniorów w Schwyz w 1996 roku, gdzie była piąta w zjeździe.
W zawodach Pucharu Świata zadebiutowała 16 listopada 1995 roku w Beaver Creek, gdzie nie ukończyła supergigantta. Pierwsze pucharowe punkty wywalczyła 18 stycznia 1997 roku w Zwiesel, zajmując 29. miejsce w gigancie. Na podium zawodów PŚ po raz pierwszy stanęła 24 lutego 2001 roku w Lenzerheide, wygrywając zjazd. W zawodach tych wyprzedziła Francuzkę Régine Cavagnoud i Niemkę Petrę Haltmayr. Łącznie osiem razy stawała na podium, jednak nie odniosła kolejnego zwycięstwa. Najlepsze wyniki osiągnęła w sezonie 2002/2003, kiedy to w klasyfikacji generalnej zajęła dziewiąte miejsce, a w klasyfikacji zjazdu była trzecia.
Podczas mistrzostw świata w Sankt Moritz w 2003 roku wywalczyła srebrny medal w supergigancie. W zawodach tych rozdzieliła Austriaczkę Michaelę Dorfmeister i swą rodaczkę, Jonnę Mendes. Była też między innymi dziewiąta w supergigancie na rozgrywanych dwa lata wcześniej mistrzostwach świata w St. Anton. W 1998 roku wystąpiła na igrzyskach olimpijskich w Nagano, gdzie jej najlepszym wynikiem był osiemnaste miejsce w kombinacji. Na rozgrywanych cztery lata później igrzyskach w Salt Lake City zajęła dwunaste miejsce w zjeździe i szesnaste w supergigancie. Brała też udział igrzyskach olimpijskich w Turynie w 2006 roku, plasując się na 14. pozycji w supergigancie i 21. pozycji w zjeździe.

## Osiągnięcia

### Igrzyska olimpijskie
| Miejsce | Dzień     | Rok  | Miejscowość    | Konkurencja | Czas biegu | Strata | Zwyciężczyni         |
| ------- | --------- | ---- | -------------- | ----------- | ---------- | ------ | -------------------- |
| DNF     | 11 lutego | 1998 | Nagano         | Supergigant | 1:18,02    | -      | Picabo Street        |
| 28.     | 16 lutego | 1998 | Nagano         | Zjazd       | 1:29,89    | +3,36  | Katja Seizinger      |
| 18.     | 17 lutego | 1998 | Nagano         | Kombinacja  | 2:40,74    | +11,51 | Katja Seizinger      |
| 12.     | 12 lutego | 2002 | Salt Lake City | Zjazd       | 1:39,56    | +1,47  | Carole Montillet     |
| 14.     | 17 lutego | 2002 | Salt Lake City | Supergigant | 1:13,59    | +1,54  | Daniela Ceccarelli   |
| 26.     | 22 lutego | 2002 | Salt Lake City | Gigant      | 2:30,01    | +6,41  | Janica Kostelić      |
| 21.     | 15 lutego | 2006 | Turyn          | Zjazd       | 1:56,49    | +2,58  | Michaela Dorfmeister |
| 14.     | 20 lutego | 2006 | Turyn          | Supergigant | 1:32,47    | +1,51  | Michaela Dorfmeister |

### Mistrzostwa świata
| Miejsce | Dzień       | Rok  | Miejscowość       | Konkurencja | Czas biegu | Strata | Zwyciężczyni          |
| ------- | ----------- | ---- | ----------------- | ----------- | ---------- | ------ | --------------------- |
| DNF2    | 9 lutego    | 1997 | Sestriere         | Gigant      | 2:39,19    | -      | Hilary Lindh          |
| 24.     | 11 lutego   | 1997 | Sestriere         | Supergigant | 1:23,50    | +2,94  | Isolde Kostner        |
| 16.     | 7 lutego    | 1999 | Vail/Beaver Creek | Zjazd       | 1:48,20    | +1,88  | Renate Götschl        |
| 22.     | 11 lutego   | 1999 | Vail/Beaver Creek | Gigant      | 2:08,54    | +4,13  | Alexandra Meissnitzer |
| 9.      | 29 stycznia | 2001 | St. Anton         | Supergigant | 1:23,44    | +0,42  | Régine Cavagnoud      |
| 10.     | 2 lutego    | 2001 | St. Anton         | Kombinacja  | 2:55,65    | +7,53  | Martina Ertl          |
| 12.     | 6 lutego    | 2001 | St. Anton         | Zjazd       | 1:36,20    | +1,68  | Michaela Dorfmeister  |
| 20.     | 9 lutego    | 2001 | St. Anton         | Gigant      | 2:19,01    | +7,71  | Sonja Nef             |
| 2.      | 3 lutego    | 2003 | Sankt Moritz      | Supergigant | 1:27,48    | +0,02  | Michaela Dorfmeister  |
| 19.     | 9 lutego    | 2003 | Sankt Moritz      | Zjazd       | 1:34,30    | +1,14  | Mélanie Turgeon       |
| DNF2    | 13 lutego   | 2003 | Sankt Moritz      | Gigant      | 2:30,97    | -      | Anja Pärson           |
| 10.     | 30 stycznia | 2005 | Bormio            | Supergigant | 1:17,64    | +1,30  | Anja Pärson           |
| DNS     | 6 lutego    | 2005 | Bormio            | Zjazd       | 1:39,90    | -      | Janica Kostelić       |
| 20.     | 6 lutego    | 2007 | Åre               | Supergigant | 1:18,85    | +2,39  | Anja Pärson           |
| 15.     | 11 lutego   | 2007 | Åre               | Zjazd       | 1:26,89    | +1,51  | Anja Pärson           |

### Mistrzostwa świata juniorów
| Miejsce | Dzień     | Rok  | Miejscowość | Konkurencja | Czas biegu | Strata | Zwyciężczyni     |
| ------- | --------- | ---- | ----------- | ----------- | ---------- | ------ | ---------------- |
| 35.     | 9 marca   | 1994 | Lake Placid | Zjazd       | 1:27,50    | +3,80  | Mélanie Suchet   |
| 31.     | 11 marca  | 1994 | Lake Placid | Supergigant | 1:23,29    | +8,07  | Hilde Gerg       |
| 26.     | 13 marca  | 1994 | Lake Placid | Gigant      | 2:19,29    | +9,53  | Mélanie Turgeon  |
| 38.     | 16 marca  | 1995 | Voss        | Zjazd       | 1:26,23    | +3,94  | Sylviane Berthod |
| 37.     | 18 marca  | 1995 | Voss        | Slalom      | 1:22,12    | +10,61 | Marlies Oester   |
| 28.     | 20 marca  | 1995 | Voss        | Gigant      | 2:02,46    | +7,91  | Karin Roten      |
| 5.      | 27 lutego | 1996 | Schwyz      | Zjazd       | 1:34,10    | +1,40  | Selina Heregger  |
| 10.     | 28 lutego | 1996 | Schwyz      | Supergigant | 1:31,50    | +2,42  | Sylviane Berthod |
| 8.      | 29 lutego | 1996 | Schwyz      | Gigant      | 2:07,15    | +5,42  | Karen Putzer     |
| DNF2    | 2 marca   | 1996 | Schwyz      | Slalom      | 1:43,79    | -      | Sandra Hälldahl  |

### Puchar Świata

#### Miejsca w klasyfikacji generalnej
- sezon 1996/1997: 109.
- sezon 1997/1998: 75.
- sezon 1998/1999: 70.
- sezon 1999/2000: 60.
- sezon 2000/2001: 30.
- sezon 2001/2002: 29.
- sezon 2002/2003: 9.
- sezon 2003/2004: 13.
- sezon 2004/2005: 30.
- sezon 2005/2006: 23.
- sezon 2006/2007: 51.

#### Miejsca na podium w zawodach
1. Lenzerheide – 24 lutego 2001 (zjazd) – 1. miejsce
2. Sankt Moritz – 22 grudnia 2001 (supergigant) – 3. miejsce
3. Lake Louise – 22 grudnia 2002 (zjazd) – 3. miejsce
4. Lenzerheide – 21 grudnia 2002 (zjazd) – 3. miejsce
5. Cortina d’Ampezzo – 18 stycznia 2003 (zjazd) – 2. miejsce
6. Lillehammer – 12 marca 2003 (zjazd) – 3. miejsce
7. Lake Louise – 5 grudnia 2003 (zjazd) – 3. miejsce
8. Lienz – 27 grudnia 2003 (gigant) – 3. miejsce